# 胡觀
胡觀（？—1407年），凤阳府定远县（今安徽省定远县）人，明朝驸马。东川侯胡海之子。

## 生平
洪武二十一年（1388年）入选为南康公主朱玉华的驸马。明太祖派黄岩、徐宗实等名儒作为胡观的老师，教他经史。胡海曾因罪被夺禄田。胡观与南康公主成婚，下诏给田如旧。建文三年（1401年）从李景隆北征燕王朱棣，于白沟河兵败被俘。
永乐三年（1405年）五月癸卯，都御史陳瑛等弹劾胡观私遣阉人诈称内使，强取上元县民女子数十人，又娶娼妓为妾，预知李景隆逆谋，而无改正之心。明成祖朱棣罢其朝请。永乐五年（1407年）三月庚申，都察院言驸马都尉胡观党比李景龙，怨望朝廷，潜蓄异志当诛，命下狱。不久自杀。